# Frank Onyeka
Frank Onyeka (1 januari 1998) is een Nigeriaans voetballer, die doorgaans speelt als defensieve middenvelder. Onyeka maakt sinds 2018 deel uit van het eerste elftal van FC Midtjylland.

## Clubcarrière
Onyeka is een jeugdspeler van FC Ebedei en FC Midtjylland. Bij die laatste maakte hij op 9 februari 2018 zijn debuut in het eerste elftal. In de uitwedstrijd tegen AC Horsens kwam hij vier minuten voor tijd Janus Drachmann vervangen. De wedstrijd werd met 0–2 gewonnen.

## Clubstatistieken
| Seizoen     | Club           | Competitie     | Competitie | Competitie | Beker | Beker | Internationaal | Internationaal | Totaal | Totaal |
| Seizoen     | Club           | Competitie     | Wed.       | Dlp.       | Wed.  | Dlp.  | Wed.           | Dlp.           | Wed.   | Dlp.   |
| ----------- | -------------- | -------------- | ---------- | ---------- | ----- | ----- | -------------- | -------------- | ------ | ------ |
| 2017/18     | FC Midtjylland | SuperLigaen    | 15         | 4          | 3     | 1     | –              | –              | 18     | 5      |
| 2018/19     | FC Midtjylland | SuperLigaen    | 21         | 4          | 3     | 0     | 5              | 0              | 29     | 4      |
| 2019/20     | FC Midtjylland | SuperLigaen    | 32         | 3          | 1     | 0     | 2              | 1              | 35     | 4      |
| 2020/21     | FC Midtjylland | SuperLigaen    | 27         | 3          | 4     | 0     | 10             | 1              | 41     | 4      |
| Club Totaal | Club Totaal    | Club Totaal    | 95         | 14         | 11    | 1     | 17             | 2              | 123    | 17     |
| 2021/22     | Brentford      | Premier League | 14         | 0          | 3     | 0     | –              | –              | 17     | 0      |
| Club Totaal | Club Totaal    | Club Totaal    | 14         | 0          | 3     | 0     | 0              | 0              | 17     | 0      |
| TOTAAL      | TOTAAL         | TOTAAL         | 109        | 14         | 14    | 1     | 17             | 2              | 140    | 17     |

Bijgewerkt op 5 oktober 2020.